# 카스트로 공작 카를로 왕자

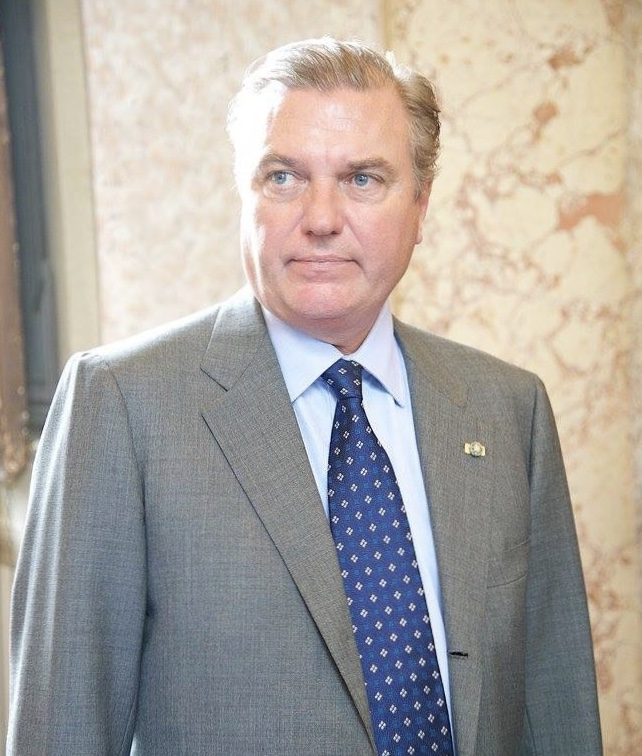
카스트로 공작 카를로 왕자

카스트로 공작 카를로 왕자(Prince Carlo, Duke of Castro, 1963년 2월 24일 ~ )는 보르보네두에시칠리에가의 수장 자리를 차지한 두 명의 주장자 중 한 명이다.